# Jerzy Hoffman
Jerzy Julian Hoffman (pronunțat [ˈjɛʐɨ ˈxɔfman]; n. 15 martie 1932, Cracovia, Polonia) este un regizor, scenarist și ocazional producător de film polonez. În februarie 2006, a primit Premiul Vulturul pentru întreaga activitate în cinematografie din partea Academiei Poloneze de Film. 
Hoffman este cel mai cunoscut pentru lucrările sale Potopul (1974) și Prin foc și sabie (1999) bazate pe Trilogia istorică a scriitorului Henryk Sienkiewicz. Filmul Potopul a fost nominalizat la Premiul Oscar pentru cel mai bun film străin. Celelalte realizări ale sale mai notabile sunt filmele Trzy kroki po ziemi (cu sensul de Trei pași pe Pământ) din 1965, regizat împreună cu Edward Skórzewski) și Pan Wolodyjowski (Pan Wołodyjowski) din 1969 (bazat pe a treia parte a Trilogiei lui Henryk Sienkiewicz).

## Carieră
Filmul său din 1965, Trei pași pe Pământ, a fost înscris în concurs la cel de-al 4-lea Festival Internațional de Film de la Moscova, unde a câștigat un Premiu de Argint. Filmul Pan Wolodyjowski (1969) a fost înscris în concurs la cel de-al 6-lea Festival Internațional de Film de la Moscova. În 1973 a fost membru al juriului la cel de-al 8-lea Festival Internațional de Film de la Moscova. În 1981 a fost membru al juriului la cel de-al 12-lea Festival Internațional de Film de la Moscova. În 1985 a fost membru al juriului la cel de-al 14-lea Festival Internațional de Film de la Moscova.
În 2011, Hoffman a regizat 1920 Bitwa Warszawska (cu sensul de Bătălia de la Varșovia din 1920 ), primul lungmetraj polonez 3D, afirmând că „faptul că polonezii au realizat un film în 3D nu este un miracol”.

## Viață personală
Hoffman s-a născut din părinții evrei, Zygmunt Hoffman și Maria Schmelkes. Este tatăl Joannei Hoffman, care a făcut parte din prima echipă de dezvoltare a calculatorului Macintosh.

## Filmografie

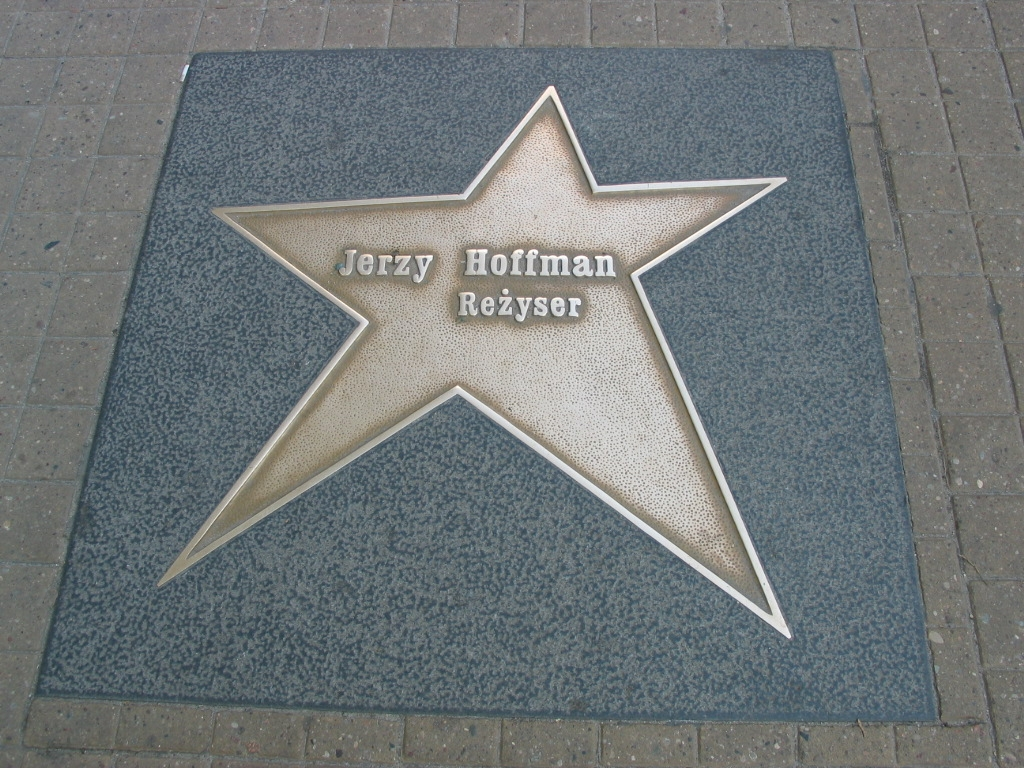
Steaua lui Jerzy Hoffman din Łódź

- 1962 Gangsteri și filantropi (Gangsterzy i filantropi)
- Legea și forța (Prawo i pięść, 1964)
- Trei pași pe Pământ (1965)
- Piața Miracolelor (Jarmark Cudów, 1966)
- Tatăl (Ojciec, 1967)
- Pan Wolodyjowski (Pan Wołodyjowski, 1969)
- Potopul (Potop, 1974) - nominalizat la Oscar pentru cel mai bun film străin[13]
- Imposibila poveste de dragoste (Trędowata, 1976)
- Până la ultima picătură de sânge (Do krwi ostatniej, 1978)
- Vraciul (Znachor, 1982)
- Wedle wyroków twoich...⁠(pl)[traduceți] (Wedle wyroków Twoich, 1983)
- Un străin frumos (Piękna nieznajoma, 1992)
- Prin foc și sabie (Ogniem i mieczem, 1999)
- An Ancient Tale (Stara Baśń, 2003)
- Ucraina - Nașterea unei națiuni (2008)
- 1920 Bitwa Warszawska (Bătălia de la Varșovia 1920, 2011)

## Vezi și
- Cinematografia poloneză
- Listă de filme poloneze